# Seznam dílů pořadu Univerzita kávy
Seznam dílů pořadu Univerzita kávy uvádí přehled všech epizod tohoto seriálu připravovaného Tomášem Kombercem pro internetovou televizi Stream.cz.
| Číslo | Název                                               | Datum premiéry    |
| ----- | --------------------------------------------------- | ----------------- |
| 1     | Jak si správně objednat                             | 14. července 2015 |
| 2     | Jak si správně vychutnat espresso                   | 20. července 2015 |
| 3     | Jak poznat dobrou kavárnu?                          | 28. července 2015 |
| 4     | Káva a alkohol                                      | 3. srpna 2015     |
| 5     | Káva a mléko                                        | 11. srpna 2015    |
| 6     | Latte art                                           | 18. srpna 2015    |
| 7     | Jednodruhové kávy                                   | 25. srpna 2015    |
| 8     | Domácí káva                                         | 1. září 2015      |
| 9     | Cold Brew – Studený nápoj z kávy, který vás nakopne | 22. září 2016     |
| 10    | Jak na domácí espresso                              | 5. října 2016     |
| 11    | Londýnský festival kávy 2016 (1)                    | 27. října 2016    |